# Zweite Griechische Evangelische Kirche

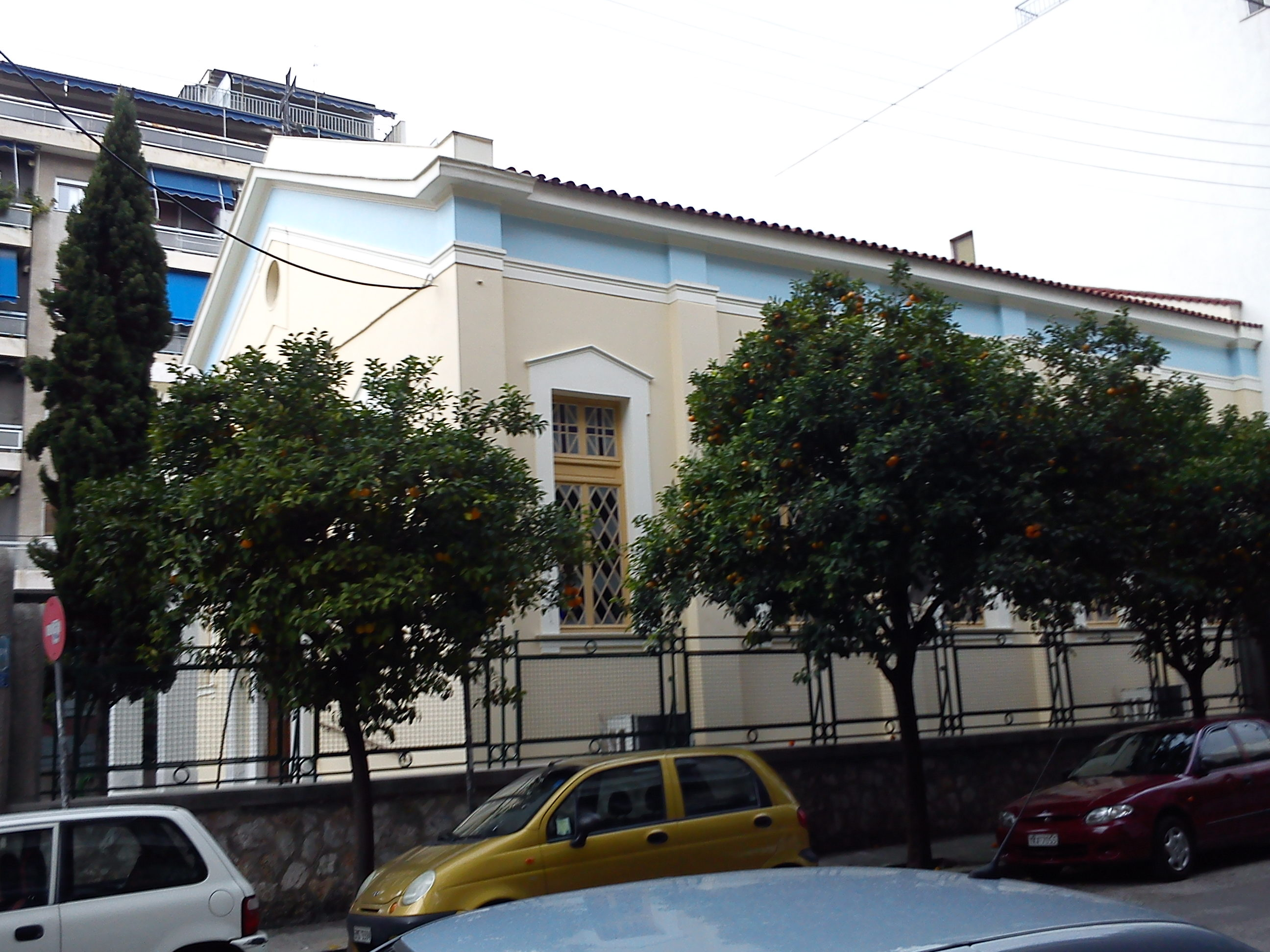
Gebäude der II. Griechischen Evangelischen Kirche, Athen

Die II. Griechische Evangelische Kirche (griechisch Δεύτερη/Β' Ελληνική Ευαγγελική Εκκλησία, Defteri Elliniki Ekklisia) ist die zweite Gemeinde der Griechischen Evangelischen Kirche, die in Athen eingerichtet wurde.

## Geschichte
Die Gemeinde wurde 1924 von Flüchtlingen gegründet, die der Kleinasiatischen Katastrophe entkommen waren. Zunächst versammelten sie sich in der Königlichen Kapelle (Βασιλικό Παρεκκλήσι, Vasliko Parekklisi) und dann auch eine Zeit lang in der Ersten Griechischen Evangelische Kirche und in der Armenischen Evangelischen Kirche (Αρμένικη Ευαγγελική Εκκλησία), bis sie den Bau eines eigenen Gebäudes vollendet hatten. 1929 errichteten sie ein Kirchengebäude in Koukaki (Κουκάκι), wo die Kirche sich bis heute befindet.
Der erste Pastor der Gemeinde war Xenofon Moschou (Ξενοφών Μόσχου), der bereits in Smyrna von 1893 bis 1922 Pastor gewesen war. Nach dem Ende des Zweiten Weltkrieges und dem Tod von Moschou übernahm Georgios Chatziantoniou (Γεώργιος Χατζηαντωνίου) das Amt bis 1962. Weitere Pastoren waren Georgios Paidakis (Γεώργιος Παιδάκης, 1963–1984), Christos Kontopoulos (Χρήστος Κοντόπουλος, 1984–1987), Apostolos Bliatis (Απόστολος Μπλιάτης, 1988–2002), und Georgios Adam (Γεώργιος Αδάμ, seit 2002).